# Johannes II Komnenos
Johannes II Komnenos (Grieks: Ίωάννης Β΄ Κομνηνός, Iōannēs II Komnēnos) (Constantinopel, 13 september 1087 – in de Taurus 8 april 1143) was Byzantijns keizer van 1118 tot aan zijn dood.
Johannes zette de restauratiepolitiek van zijn vader, Alexios I Komnenos, op voortreffelijke wijze voort. Door het voorbeeld van zijn integer optreden en zijn vroomheid bereikte hij een duidelijke verbetering in het gedrag van zijn onderdanen. Beschrijvingen van hem getuigen er van dat hij een grote zelfbeheersing had en een excellente strateeg en generaal was. Hij wordt soms de Byzantijnse Marcus Aurelius genoemd.

## Balkan
In het Europese rijksgedeelte werden de Petsjenegen in 1122 vernietigd, en de Serviërs moesten de Byzantijnse opperheerschappij erkennen. De Hongaarse dreiging werd via diplomatieke omwegen in een pro-Byzantijnse houding omgezet, onder meer door het huwelijk van Johannes II met de Hongaarse prinses Piroska (die de Griekse naam Irene aannam), dochter van koning Ladislaus I van Hongarije.

## Middellandse zee
Om de aanmatigende houding van de republiek Venetië te fnuiken, gaf hij de republiek Pisa en de republiek Genua speciale handelsprivileges.
Het probleem van de Normandische expansie van Rogier II vanuit Zuid-Italië en Sicilië probeerde hij te counteren  door een coalitie te smeden met de Duitse keizers Lotharius III en Koenraad III. Dit verbond werd in 1146 bezegeld door het huwelijk van Johannes’ zoon Manuel met Koenraads schoonzuster Bertha van Sulzbach.

## Anatolië
In het oosten slaagde Johannes erin het sultanaat Rûm te omknellen door in het noorden Kastamonu, het thuisland van de Komnenen tot aan Trebizonde te heroveren. In het zuiden kan hij Cilicisch-Armenië onderwerpen en zo aansluiting krijgen met de Kruisvaardersstaten.

## Kruisvaarderstaten

Kaart met kruisvaardersstaten rond 1135.

De uitvoering van het idee om de Kruisvaarderstaten in het Midden-Oosten (het Vorstendom Antiochië, het Graafschap Edessa en het Graafschap Tripoli) te heroveren bleef echter uit.

## Huwelijk en kinderen
Uit het huwelijk van Johannes II met de Hongaarse prinses Piroska, dochter van koning Ladislaus I van Hongarije zijn acht kinderen geboren:
- Alexios Komnenos (1106-zomer 1142), gekroond tot medekeizer (1119–1142). Huwde 1. (1122) met Dobrodjeja (Eupraxia) Mstislawna, prinses van Kiev, (circa 1136); dochter van Mstislaw I de Grote van Kiev, grootvorst van Kiev (1125–1132), vorst van Novgorod (1088–1093) en op zijn beurt weer een zoon van Vladimir Monomach. Huwde 2. met Kata (Eirene) prinses van Georgie, dochter van David IV Koning van Georgië (1089–1125).

- Maria Komnene (1106-1143/55) huwde met Johannes Dalassenos Rogerios.

- Andronikos Komnenos (ca. 1108-herfst 1142), huwde (1124) met Eirene Aineiadissa (-1150/51), ging 1144 als non in het Klooster van Pantokratoros in Constantinopel.

- Anna Komnene (1100-) huwde (1125) met Stephanos Kontostephanos

- Isaakios Komnenos (ca. 1115-1154/74). Huwde 1. (1134) met Theodora Kamaterina, (-1144), dochter van Gregorios Kamateros en Eirene Dukaina. Huwde 2. (1146) met Eirene Diplosynadene.

- Theodora Komnene (ca. 1116-12 mei 1157) bij overlijden non en weduwe van Manuel Anemas (-1146/47)

- Eudokia Komnene (1119-), huwde met Theodoros Batatzes, Veldheer, gesneuveld (1176) bij Neocaesarea in de Turkse provincie Tokat in de strijd tegen de troepen van de Sultan van Rum.

- Manuel (Constantinopel 15 aug 1118-24 sep 1180), begraven als Monnik Matthaios, begraven in het Klooster van Pantokratoros, Byzantijns keizer (1143–1180). Huwde 1. (begin 1146) met Bertha van Sulzbach, (ca. 1110-1160 Constantinopel), dochter van graaf Berengar II van Sulzbach. Huwde 2. (1161) met Maria van Poitiers (1145-1182), gewurgd en in de zee gegooid op 27 aug 1182. dochter van Raimund von Poitiers (1136-1149) en Constanze van Hautville.